# Capsicum cornutum
Capsicum cornutum es una especie del género Capsicum de las solanáceas, originaria de los  estados de la región sureste de Brasil donde se encuentra silvestre y es endémico. Fue descrito por vez primera por Armando Hunziker

## Características
Capsicum cornutum es un arbusto de 1,2 a 1,8 m de altura. Toda la planta está cubierta de un pelo denso y los tricomas en el eje del vástago son ondulados y están extendidos. Las flores están en un pedúnculo que se encuentra doblado en forma de rodilla, por lo que las flores giran 90°. El cáliz está dotado con un máximo de diez dientes del cáliz largos. La corola tiene forma de rueda, es de color blanco con manchas moradas o marrones y un tubo de la corola de color verde. El estilo es de forma oblonga y se ensancha desde una base estrecha gradualmente a un extremo amplio. Los frutos son bayas esféricas hundidas, de color verde amarillento y se dividen en dos cámaras. Contienen  semillas negruzcas. Los cromosomas son 2n = 26.

## Sistemática
Las investigaciones genéticas de los cariotipos han encontrado una relación más estrecha de Capsicum cornutum con Capsicum villosum, Capsicum friburgense, Capsicum mirabile, Capsicum pereirae, Capsicum recurvatum, Capsicum schottianum y Capsicum campylopodium. Sin embargo, los resultados de las investigaciones son ambiguas, para inferir relaciones filogenéticas precisas dentro del grupo.

## Hábitat
La especie crece endémica en los estados surorientales brasileños en zona de Mata Atlántica, sobre todo en Río de Janeiro y Sao Paulo.

## Taxonomía
Capsicum cornutum fue descrita por Armando Hunziker y el trabajo fue publicado en « Kurtziana 1: 213. 1961. (Kurtziana) »
Citología
- El número cromosómico del género Capsicum es de 2n=24, pero hay algunas especies silvestres con 26 cromosomas entre ellas C. cornutum que tiene 13 parejas de cromosomas (otros capsicum tienen 12)[7][8]

Etimología
Capsicum: neologismo botánico moderno que deriva del vocablo latino capsŭla, ae, ‘caja’, ‘cápsula’, ‘arconcito’, diminutivo de capsa, -ae, del griego χάψα, con el mismo sentido, en alusión al fruto, que es un envoltorio casi vacío. En realidad, el fruto es una baya y no una cápsula en el sentido botánico del término.
cornutum: epíteto latino, que significa en forma de cuerno debido al pedúnculo doblado del botón floral.
Variedades aceptadas
Sinonimia
- Bassovia cornuta Hiern[13]